# Sphaerangium triquetrum
Sphaerangium triquetrum là một loài Rêu trong họ Pottiaceae. Loài này được (Spruce) Schimp. miêu tả khoa học đầu tiên năm 1860.